# Otacilia shaoyao
Otacilia shaoyao (лат.) — вид аранеоморфных пауков рода Otacilia из семейства Phrurolithidae.

## Распространение
Встречаются в Китае (Сычуань, Chongzhou County, Anzihe Conservation Area, Shaoyaogou Protection Station).

## Описание
Мелкие пауки, длина тела 3—4 мм. Карапакс жёлтый, радиальные полосы отчётливые, рядом с фовеа. Брюшко серое, с узким дорсальным скутумом в передней части, крупным чёрным рисунком рядом с дорсальным щитком, четырьмя чёрными поперечными полосами в задней части брюшка. Ноги жёлтые. Этот новый вид похож на Otacilia longituba Wang, Zhang & Zhang, 2012 сходной формой эмболуса, но может быть распознан по: 1) пальчатообразному ретролатеральному голенному апофизу (против прямоугольного), 2) близко расположенным копулятивным отверстиям (против разделённых примерно одним диаметром сперматека) и 3) отчётливо разделённым сперматекам (против близко расположенных друг к другу). Наземные пауки, обитающие в опавших листьях на лесной подстилке.

## Таксономия и этимология
Вид был впервые описан в 2023 году группой китайских арахнологов (Yannan Mu, Feng Zhang; Hebei University, Баодин, Хэбэй, Китай) по материалам из Китая. Видовое название образовано от местонахождения вида (Shaoyaogou Protection Station).